# Połączenie niskotemperaturowe spiekane
Połączenie niskotemperaturowe spiekane (NTV, niem. Niedertemperatur-Verbindungstechnik lub LTJT, ang. Low Temperature Joining Technique) – technika wykonywania połączeń spiekanych polegająca na wykorzystaniu proszków metali jako warstwy połączeniowej uzyskiwanej pod wysokim ciśnieniem, w temperaturze znacznie niższej od temperatury topnienia metalu. Technika ta jest stosowana do połączeń metali, które zostały uprzednio pokryte warstwami wolnymi od tlenków np. złoto lub srebro. Używany jest typowo proszek srebra o wielkości ziaren około 1 µm. Proces łączenia zachodzi typowo przy temperaturze około 230 °C i ciśnieniu 30 MPa w czasie kilku sekund. Technika ta znajduje zastosowanie jako alternatywa dla połączeń lutowanych w energoelektronice, szczególnie w zastosowaniach wysokotemperaturowych, powyżej 150 °C (elektronika wysokotemperaturowa). Tego typu połączenia mogą być stosowane przy temperaturach pracy układów dochodzących do 300 °C. Temperatura pracy może być wyższa od temperatury, przy której zachodzi połączenie (inaczej niż przy lutowaniu).
Pierwszy patent należy do firmy Siemens i powstał pod koniec lat 80. Technika ta jest rozwijana równocześnie w dwóch instytutach badawczych w Niemczech: TU Braunschweig i Fachhochschule Kiel, jak również w Stanach Zjednoczonych w Virginia Polytech i w Japonii na Uniwersytecie Osakijskim. Zastosowanie przemysłowe do produkcji tyrystorów i diod w firmie Eupec (obecnie Infineon) od połowy lat 90. Prowadzone są też prace nad zastosowaniem tej techniki do produkcji modułów mocy. 
Zalety
- wysoka temperatura pracy do 300 °C
- stosunkowo niska temperatura połączenia (230 °C)
- wysoka temperatura topnienia (srebro 961 °C)
- cienkie warstwy połączeniowe - lepsze odprowadzanie ciepła
- duża wytrzymałość
- bardzo dobra przewodność elektryczna i termiczna warstwy połączeniowej

Wady
- niestandardowa technika, brak norm